# Pierre Bérégovoy
Pierre Bérégovoy (Déville-lès-Rouen, 1925. december 23. – Nevers, 1993. május 1.) francia politikus, az Ötödik Francia Köztársaság 13. miniszterelnöke.

## Pályafutása
Apja Ukrajnából vándorolt be Franciaországba. Bérégovoy szakmunkás bizonyítványt szerzett esztergálásból és műszaki rajzból. Később önerőből képezte magát, munka mellett jogász diplomát szerzett. Először esztergályosként dolgozott, majd a SNCF alkalmazottja lett. Csatlakozott a francia ellenálláshoz. Franciaország felszabadulását követően tagja lett a II. Internacionálé francia szekciójának (SFIO) és a Munkások Szakszervezetének. Az SFIO-ban ellenezte a gyarmati háborúkat.
1949-ben Henri Queuille miniszterelnöksége idején a szakszervezetekkel folytatott párbeszéd felelőse a közmunkaügyi és közlekedési miniszter kabinetjében. 1960-ban alapító tagja a PSU-nek (Parti socialiste unifié). A pártban ismerte meg Pierre Mendès France-t, akinek közeli munkatársa lett. 1969-ben csatlakozott a Szocialista Párthoz. 1981-ben, amikor François Mitterrand lett a köztársasági elnök, Bérégovoy-t az elnöki hivatal első titkárává nevezték ki. Támogatta a heti munkaidő 40-ről 39 órára csökkentését változatlan fizetés mellett. 1982 és 1984 között a szociális ügyek és a nemzeti szolidaritás minisztere Pierre Mauroy kormányában. 1983-ban ő is azok közé tartozott, akik azt tanácsolták Mitterrand elnöknek, hogy lépjen ki Franciaország az Európai monetáris rendszerből. 1983-ban Nevers polgármesterévé választották. A Fabius-kormányban a nemzetgazdaságért, pénzügyekért és költségvetésért felelős miniszter (1984–86), 1986-ban Nièvre megye nemzetgyűlési képviselője. 1988-ban Mitterrand elnökválasztási kampányának vezetője. Michel Rocard kormányában államminiszter, a nemzetgazdaságért, pénzügyekért és költségvetésért felelős miniszter (1988–1991), posztját a Cresson-kormányban is megtartotta.
Édith Cresson miniszterelnök távozása után Mitterrand választása Bérégovoy-ra esett, mert szerény körülményekből küzdötte fel magát, és mert támogatta költségvetési szigort. Kormányfői kinevezése már többször is felmerült a múltban (1983, 1984, 1988 és 1991).
Bérégovoy a munkanélküliség csökkentését és a korrupció elleni harcot tűzte ki célul. A nehéz gazdasági helyzetben azonban 1993-ban 3 millióra nőtt a munkanélküliek száma. Intézkedések születtek, hogy átláthatóbbak legyenek a cégek által a politikai pártoknak juttatott pénzadományok.
1993 februárjában nyilvánosságra került, hogy 1986-ban 1 millió frank kamatmentes kölcsönt kapott párizsi lakásvásárlásra Roger-Patrice Pelat üzletembertől, Mitterrand közeli barátjától. Az üzletembert bennfentes kereskedelem gazdasági bűncselekménnyel vádolták 1989 februárjában. Bár közjegyző bevonásával került Beregovoy birtokába a pénz, nem sikerült meggyőző módon védekeznie. Azt állította, hogy a kölcsön felét értéktárgyakban, a fennmaradó részt 500 000 frankra kiállított csekkel fizette vissza. A vizsgálat során nem találták ennek nyomát Pelet számlakivonatain. Rendkívül mélyen megsebezte Bérégovoy-t, hogy kételkedtek becsületességében. 1993. május 1-jén öngyilkos lett. Eric Raynau újságíró, aki személyesen is ismerte a volt miniszterelnököt, az állította 2008-ban megjelent könyvében, hogy Bérégovoy-t meggyilkolták.

## Kapcsolódó szócikk
- Franciaország miniszterelnökeinek listája